# دی‌اس۳ کراس‌بک
دی‌اس۳ کراس‌بک (انگلیسی: DS 3 Crossback) یک خودروی کامپکت کوچک کراس‌اوور است که توسط شرکت فرانسوی دی‌اس اتومبیلز تولید می‌شود. این خودرو برای اولین بار در تاریخ ۱۳ سپتامبر ۲۰۱۸ معرفی شد و نخستین نمایش عمومی آن در نمایشگاه بین‌المللی پاریس در تاریخ اکتبر ۲۰۱۸ صورت گرفت. این خودرو اولین اتومبیل تولید شده توسط گروه پی‌اس‌ای است که از پلت فرم EMP1 پی‌اس‌ای بهره می‌برد. این خودرو شامل انواع موتورهای بنزینی و دیزلی و یک موتور الکتریکی است. مدل قبلی این خودرو، دی‌اس۳ از این خودرو کوچکتر است.
نسخهٔ تمام الکتریکی این خودرو با نام «ئی-تنس» به فروش می‌رسد. در ژانویه سال ۲۰۲۰، فروش ماهانهٔ نسخهٔ الکتریکی بیش از ۷۰۰ دستگاه بود.

## نگارخانه

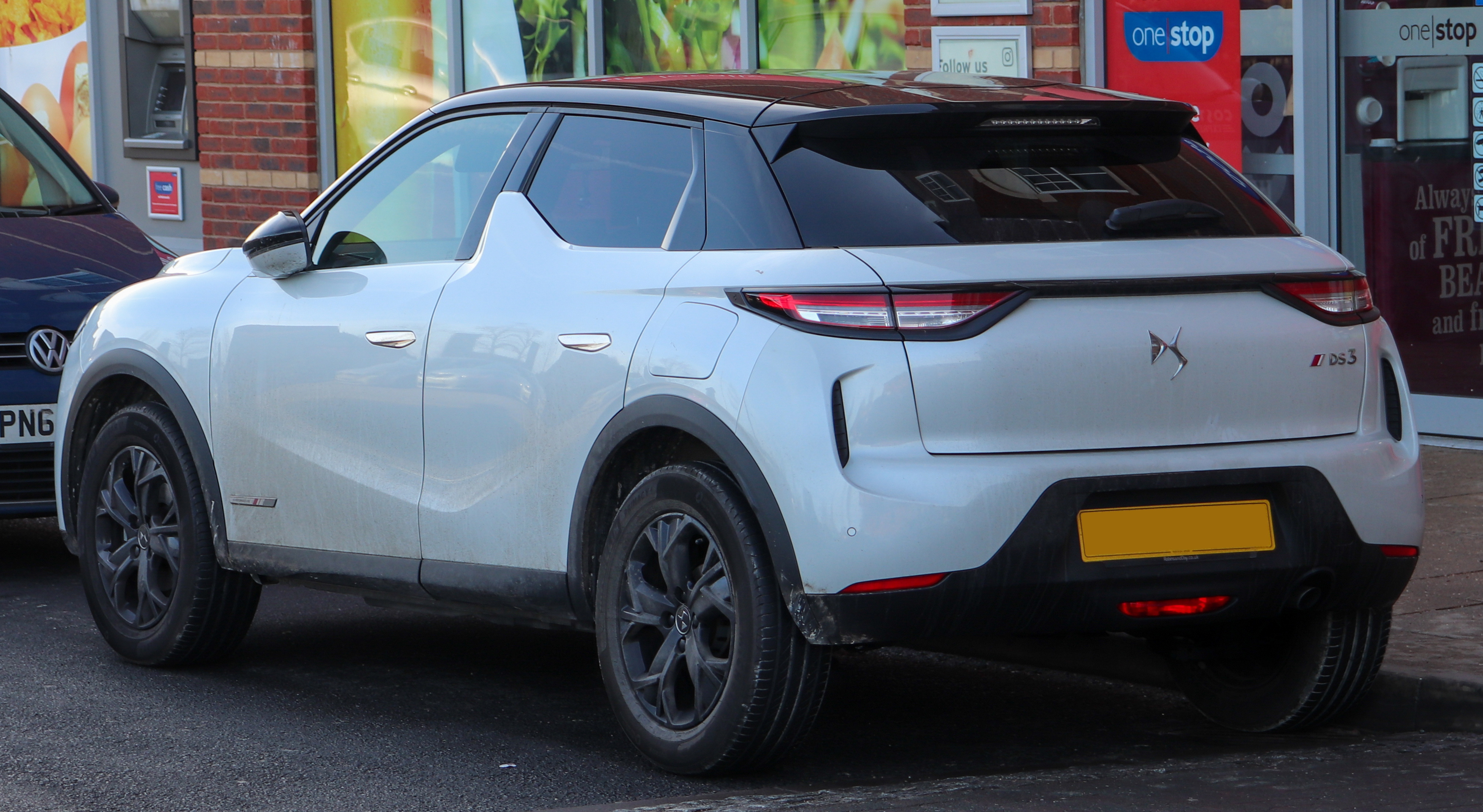
نمای عقب
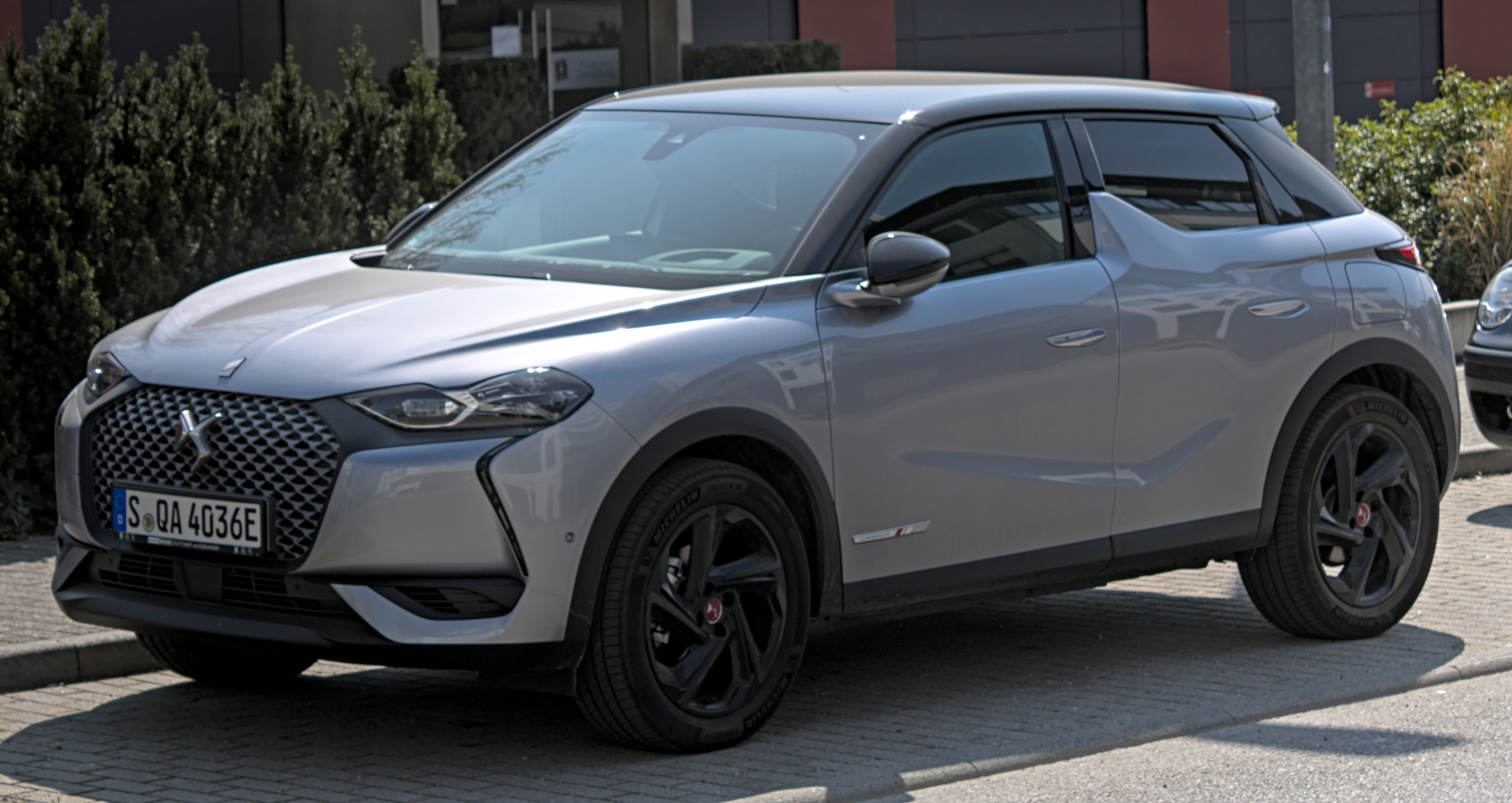
دی‌اس۳ کراس‌بک ئی-تنس، نمای جلو
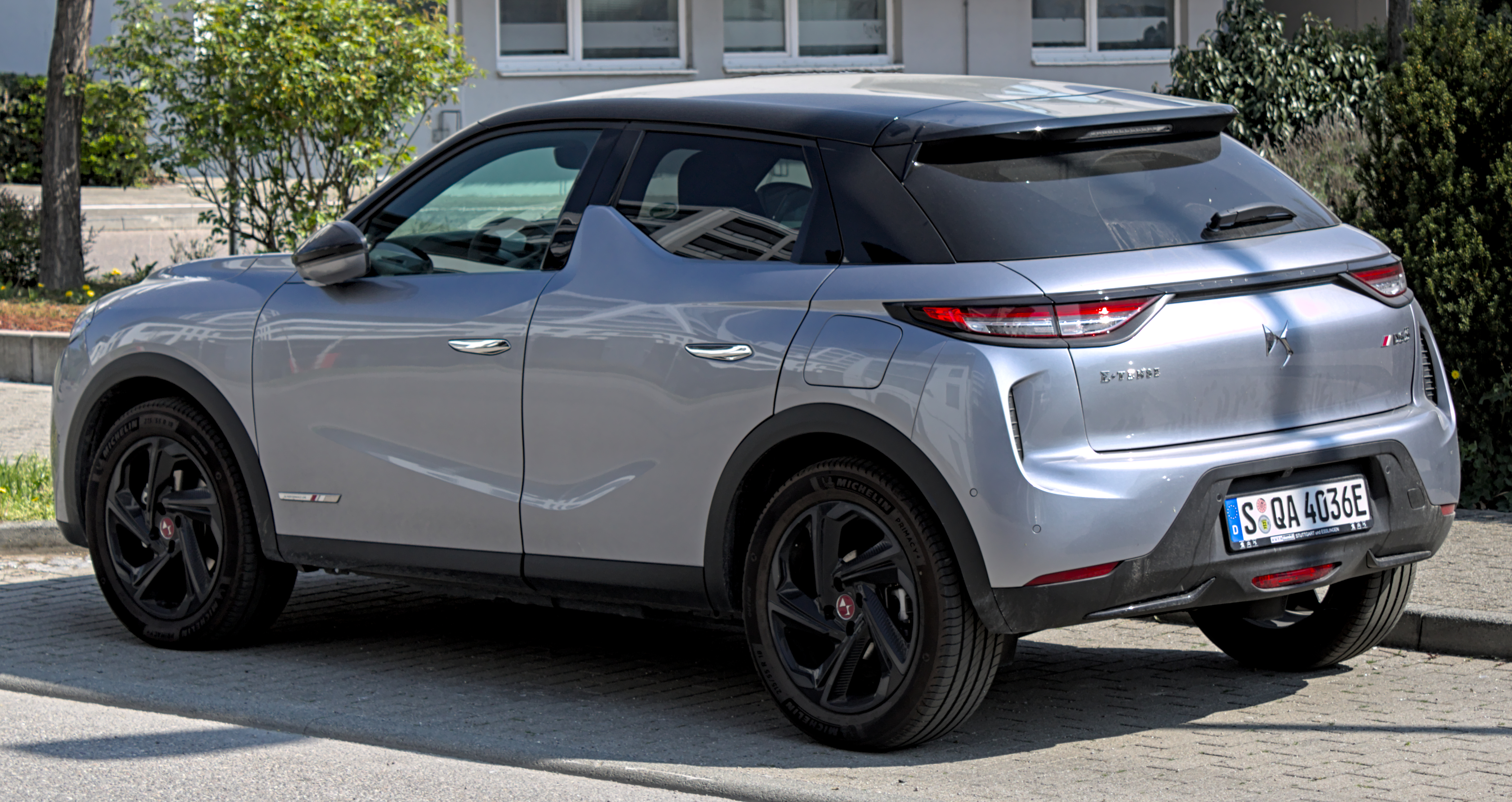
دی‌اس۳ کراس‌بک ئی-تنس، نمای عقب